# 기오르기 미카우타제
기오르기 미카우타제(조지아어: გიორგი მიქაუტაძე, 프랑스어: Georges Mikautadze 조르주 미카우타제[*], 2000년 10월 31일~)는 프랑스 태생 조지아의 축구 선수로 포지션은 공격수이다. 현재 프랑스 리그 1의 올랭피크 리옹과 조지아 축구 국가대표팀 소속으로 활동 중이다.